# Dowódcy miłości
Dowódcy miłości – pierwszy i jedyny album zespołu Buzu Squat, wydany w 1993 roku. 
Płyta ukazała się w grudniu 1993 roku. W lutym 1994 wydano wersję na płycie CD. Muzykę na ten album napisał Tomasz Sadowski. Był on także współtwórcą tekstów piosenek. Teksty pisała również Anna Ferens. Piosenki „Kocie sprawy” oraz „Wow, cool" zostały wykorzystane w ścieżce dźwiękowej filmu Młode wilki (1996).

## Lista utworów
1. „Wow, cool” - 2:15
2. „Buzu” - 3:35
3. „Kocie sprawy” (muz. T. Sadowski; sł. M. Ferens, T. Sadowski) - 2:54
4. „Powab kusicielki” - 2:19
5. „Telephone for Corinne” - 3:51
6. „Babie lato” - 4:17
7. „Brzydcy” - 2:59
8. „Całkowita nagość” - 4:28 (utwór na podstawie Talking Heads „Totally Nude”)
9. „Pięć minut” - 3:45
10. „Siła i moc” - 4:17
11. „Tuning” - 4:19
12. „Przebudzenie” - 3:44
13. „Dowódcy miłości” - 2:00
14. „Kocie sprawy Simonmegahitmix” (tylko na CD) - 3:01
15. „Przebudzenie Sebospacemix” (tylko na CD) - 3:43

## Twórcy
- Tomasz Sadowski – muzyka, słowa
- Anna Ferens – słowa
- Adam Swędera
- Adam Wasilkowski
- Anna Korybut-Daszkiewicz
- Jacek Grymuza
- Marta Ferens – śpiew w „Siła i moc”, „Przebudzenie”